# IV-IV-Verbindungshalbleiter
Als IV-IV-Verbindungshalbleiter werden Halbleiter bezeichnet, die aus verschiedenen Elementen der 4. Hauptgruppe (Kohlenstoffgruppe) des Periodensystems bestehen. IV-IV-Halbleiter werden in der Halbleitertechnik eingesetzt.

## Vertreter

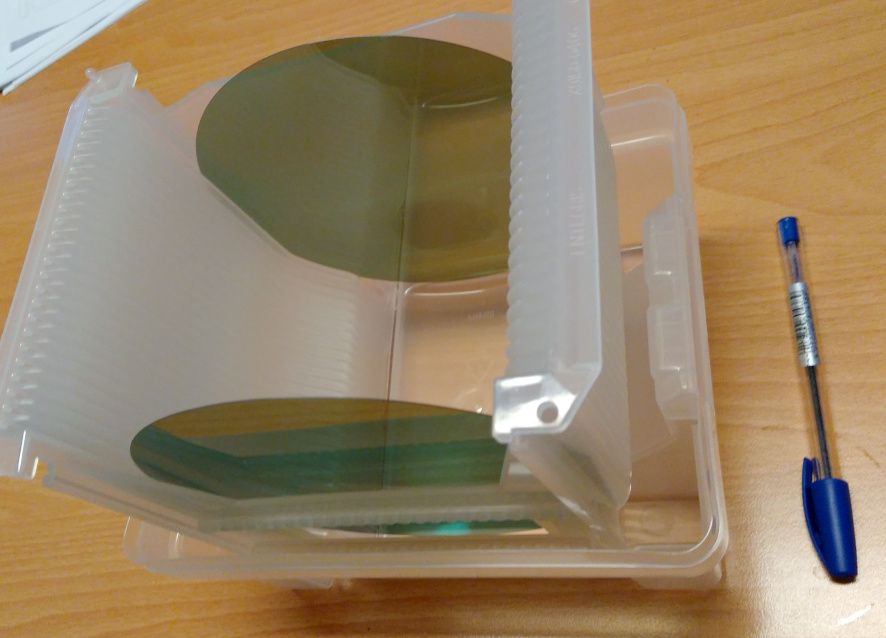
Siliciumcarbid Wafer

Die 4. Hauptgruppe des Periodensystems enthält das Nichtmetall Kohlenstoff (C), die beiden Halbmetalle Germanium (Ge) und Silicium (Si), die Metalle Zinn (Sn), Blei (Pb) sowie das künstliche, instabile Flerovium (Fl). Die Halbmetalle Germanium und besonders Silicium sind die Materialien typischer „Halbleiter“.
In der Halbleitertechnik ist der Verbindungshalbleiter Siliciumcarbid (SiC) aufgrund seiner Bandlücke von 3,03 eV interessant. Mit diesem Material gelang es, die ersten blauen Leuchtdioden (LED) herzustellen. Photodioden aus SiC sind empfindlich für Ultraviolettstrahlung mit einem Empfindlichkeits-Maximum bei etwa 300 nm. SiC-Halbleiter haben eine gute Wärme-Leitfähigkeit und können bei Temperaturen >500 °C betrieben werden, was z. B. für Anwendungen in der Automobilindustrie wichtig ist. In Verbindung mit der Unempfindlichkeit für Ionisierende Strahlung ist das Material auch für die Verwendung in der Luft- und Raumfahrt geeignet.
Fügt man zu dem Verbindungshalbleiter aus den drei Elementen Silicium, Germanium und Zinn noch Kohlenstoff hinzu, erhält man den vielversprechenden Verbindungshalbleiter CSiGeSn aus vier Elementen der IV. Hauptgruppe, bei dem die Bandlücke eingestellt werden kann.

## Herstellung

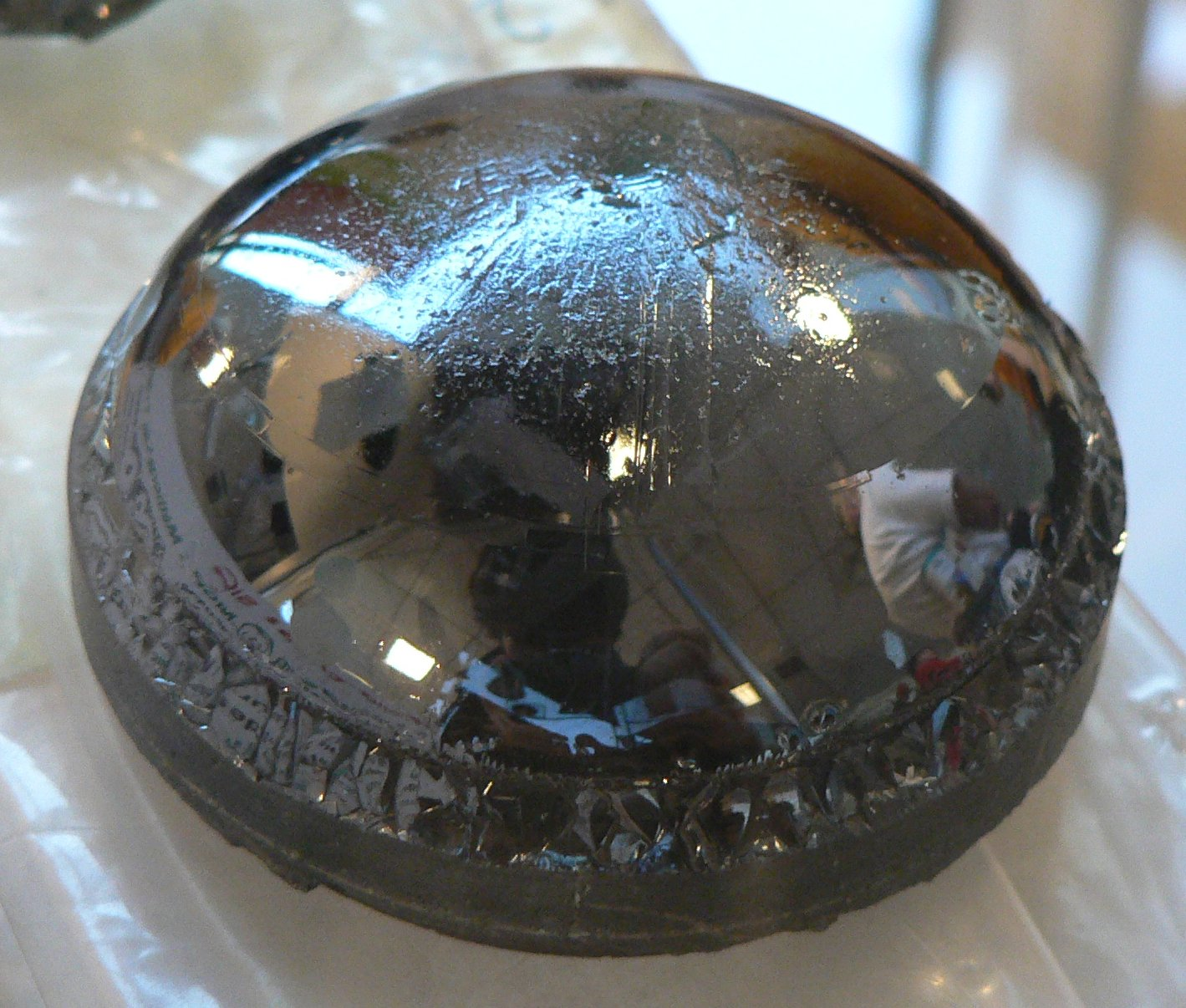
Siliciumcarbid-Einkristall

IV-IV-Verbindungshalbleiter-Einkristalle können z. B. entweder mit einem Sublimationsverfahren (SiC) oder durch epitaktisches Wachstum auf Substrat-Wafern z. B. aus 100-Silicium (CSiGeSn) hergestellt werden.